# Airman
Airman ist ein Dienstgrad (OR-2) der US Air Force und eine Verwendungsbezeichnung der US Navy. In der Royal Air Force werden zumeist die Mannschaften als Airman bezeichnet. Zudem kann der Begriff jeglichen Soldaten der Luftstreitkräfte eines Landes bezeichnen, sowie Piloten egal ob militärisch oder zivil. Wird das ganze Wort großgeschrieben, so kann jeder Soldat der US Air Force, egal ob Offizier oder Unteroffizier gemeint sein. Im Sprachgebrauch der Federal Aviation Administration kann mit Airman jemand gemeint sein, der ein Flugzeug steuert.

## US-Streitkräfte

Airman-Abzeichen

In der US Air Force ist der Airman (Amn) der zweitniedrigste Dienstgrad. Aus dem niedrigsten Rang Airman Basic wird ein Soldat zumeist nach sechsmonatigem Dienst befördert. Dem Dienstgrad folgt der Airman First Class.
In der US Navy ist der Airman eine Verwendungsbezeichnung für Mannschaften, die eingesetzt sind, Marineflugzeuge zu warten.